# 19-та маршова армія

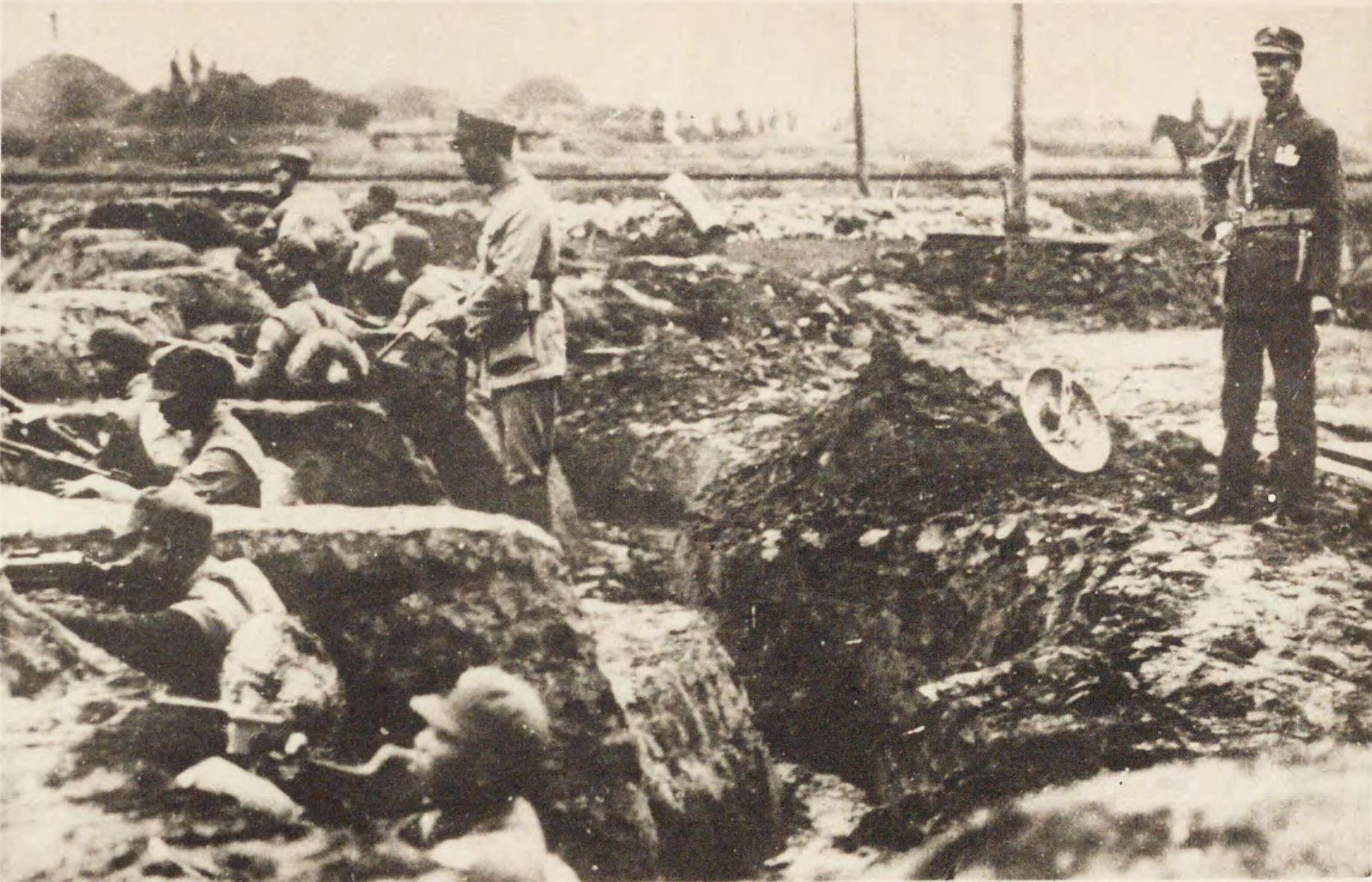
Чай Тингкай на посаді командира 19-ї маршової армії

19-та маршова армія (十九路军) - це кантонська націоналістична армія в Китайській Республіці, яку очолював генерал Чай Тинкай.  Вона здобула хорошу репутацію серед китайців за боротьбу з японцями в Шанхаї в інциденті 28 січня 1932 року. У 1933-34 рр. Це була основна сила повстання Фуджана, яка виступила проти Чан Кайши і безуспішно шукала союзу з китайськими комуністами. 
"Маршова армія" - це тип військової організації, що застосовувався в Китайській Республіці. Зазвичай в ній здійснювалося командування над двома або більше корпусами або великою кількістю дивізій або незалежних бригад.